# Ametistskivling
Ametistskivling (Laccaria amethystina) är en svampart i familjen Tricholomataceae. Den är en liten hattsvamp med skivor. Färgen är ofta klart lila och den förekommer i lövskog och rika barrskogar. 
Den spensliga svampen har tidigare varit vanlig i svampkorgen, men upptäckten att den lätt tar upp arsenik ur marken gör att den numera sällan rekommenderas som matsvamp.

## Biologi
Foten blir 3–8 cm hög. Svampen är spenslig till växten och snarlik sin släkting laxskivling. Färgen är tydligt lila på hatt, skivor och fot, även om foten ofta är ljusare till färgen. Färgen på äldre exemplar bleknar, och svampen kan då vara svåra att skilja från andra spensliga små skivlingar, inklusive från laxskivling.
Skivorna är glesa, djupa och oregelbundna, med grundare skivor omväxlande med djupare. Både doft och smak är mild. Hatten är konvex till tillplattad, med en nedtryckt mitt. Sporavtrycket är vitt.
Ametistskivlingens sporkroppar syns mellan juni och december i de tempererade områdena på Norra halvklotet. Förekomst har även rapporteras från tropiska Central- och Sydamerika. Svampen, som är vanlig i bok- och ekskogar och särskilt vanlig bland nedfallna löv, beskrevs vetenskapligt första gången 1778. I lövskogarna i östra USA syns sporkropparna under sommar och tidig höst.
Ametistskivlingen är i Sverige vanligast från Skåne upp till södra Svealand. Norr därom påträffas den främst i Nedre Norrlands kustlandskap. Svampen är spridd i bok- och ekskog, längre norrut i ängsgranskog.

## Användning och giftighet
Förr lärdes barn i Skåne att plocka ametistskivling, eftersom den med sin lila färg var lätt att känna igen.
Ametistskivlingen ansågs förr (och fortfarande ibland) som ätlig, men har en förmåga att ta upp arsenik. Därför är den ofta vackert lilafärgade svampen inte att rekommendera som matsvamp, även om arseniken i svampen ska vara av en sort som inte tas upp av människokroppen. Svampen i sig är mycket mild/smaklös, alternativt med svag nöt- eller svampsmak.

## Synonymer
- Laccaria amethystea  [10]
- Agaricus amethysteus  [10]
- Omphalia amethystea  [10]
- Laccaria hudsonii Pázmány 1994[11]
- Laccaria laccata var. amethystina (Huds.) Rea 1922[12]
- Russuliopsis laccata var. amethystina (Huds.) J. Schröt. 1889[13]
- Collybia amethystina (Huds.) Quél. 1888[14]
- Agaricus lividopurpureus With. 1792[15]
- Agaricus amethystinus var. amethystinus Huds. 1778[16]
- Agaricus amethystinus Huds. 1778[16]
- Laccaria laccata var. amethystea  [15]

## Bildgalleri

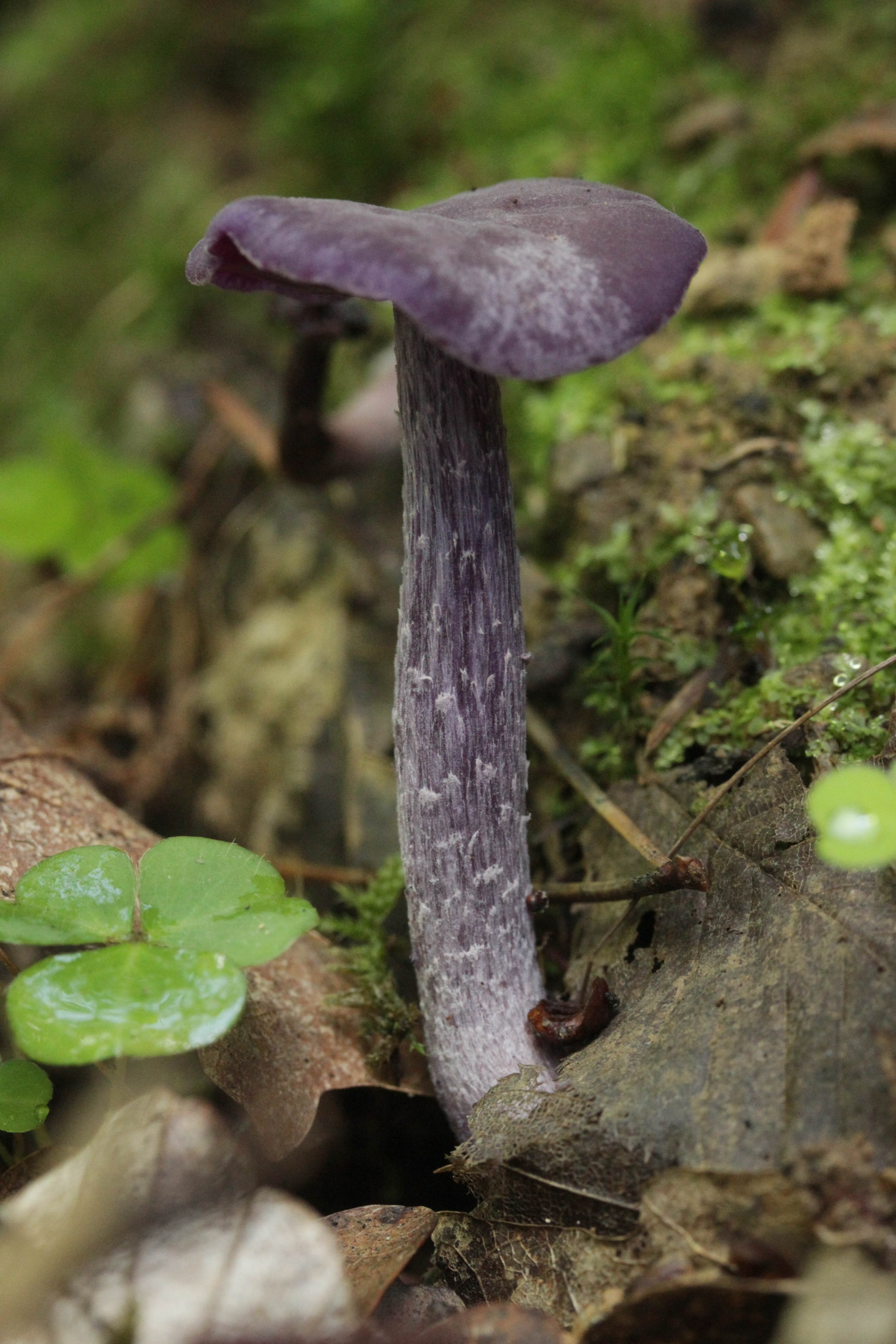
Lila-bruna exemplar (augusti, Nederländerna).
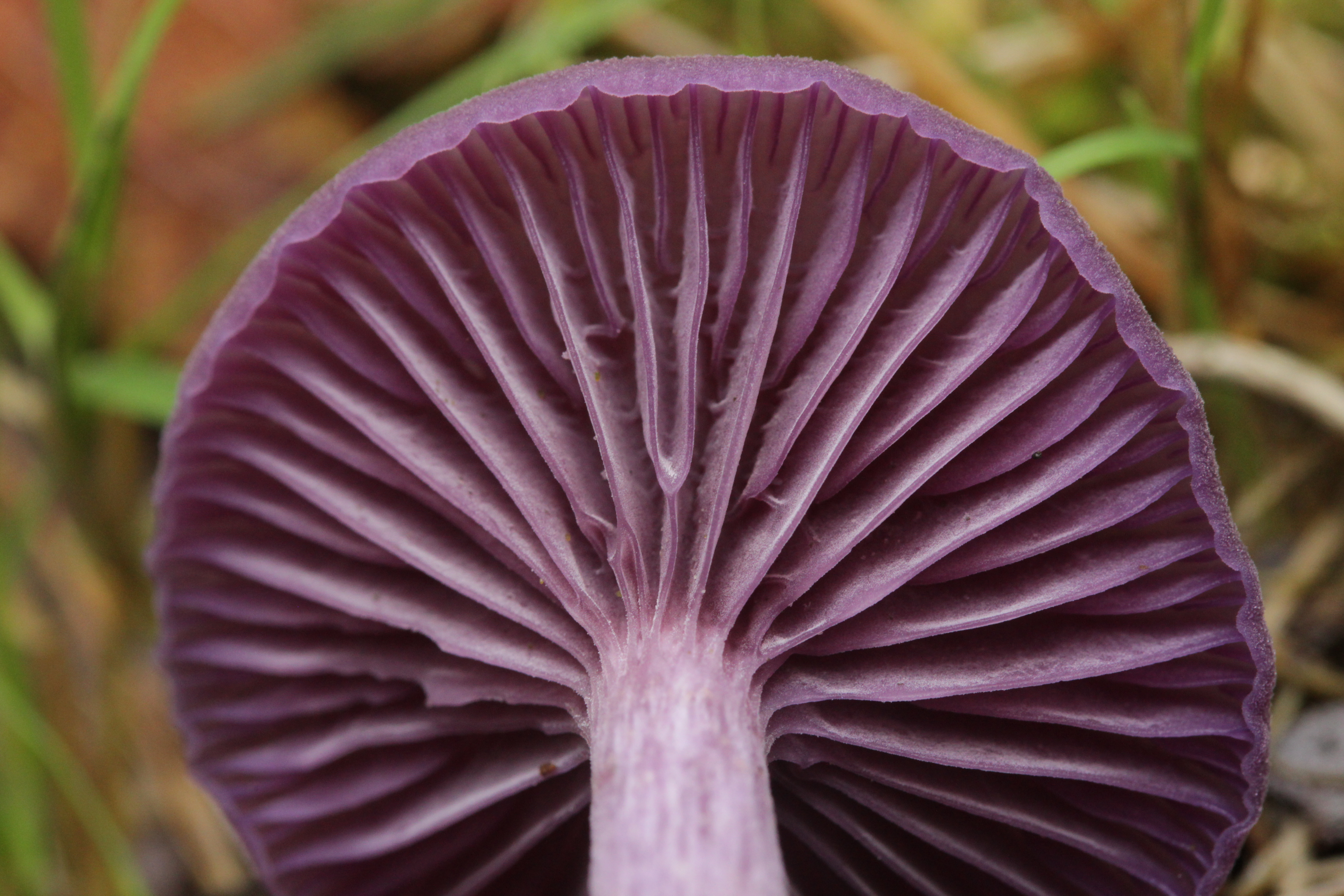
Närbild på hattens skivor (augusti, Nederländerna)
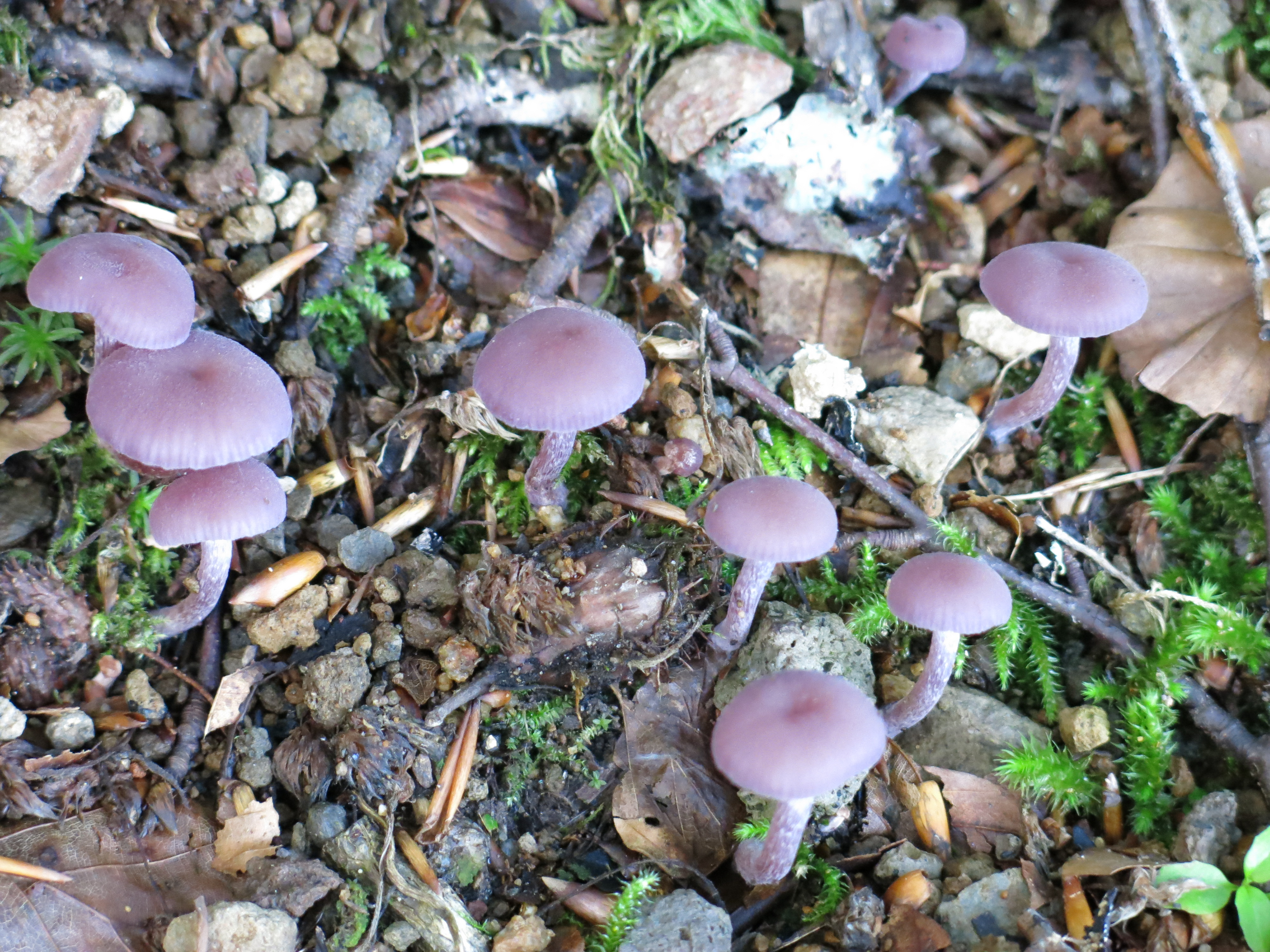
Grupp svampar i centrala Frankrike (augusti).
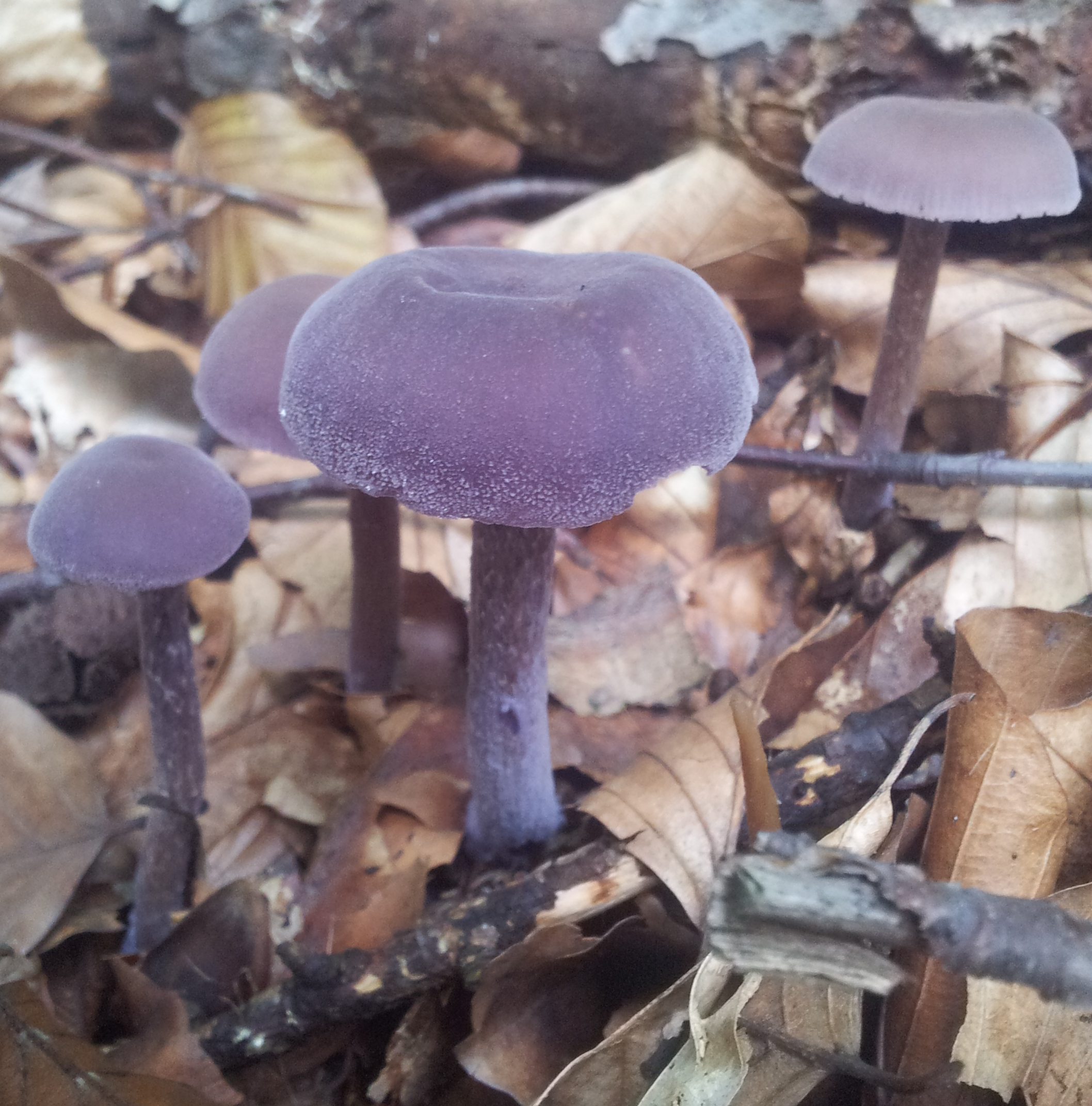
Bleklila exemplar (september, Tyskland)
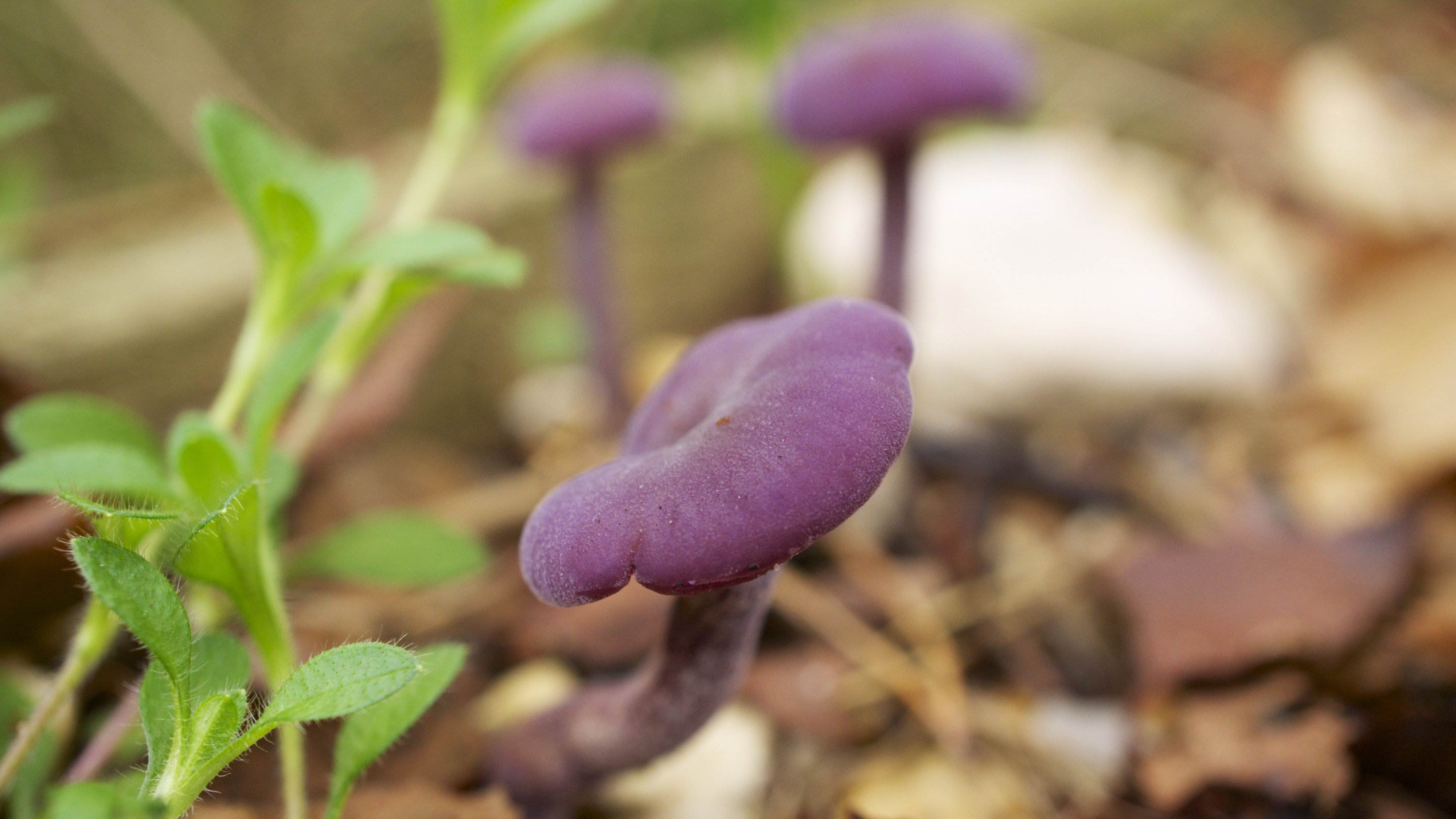
Köttrosa exemplar, något mer lila än släktingen laxskivling (oktober, Storbritannien).
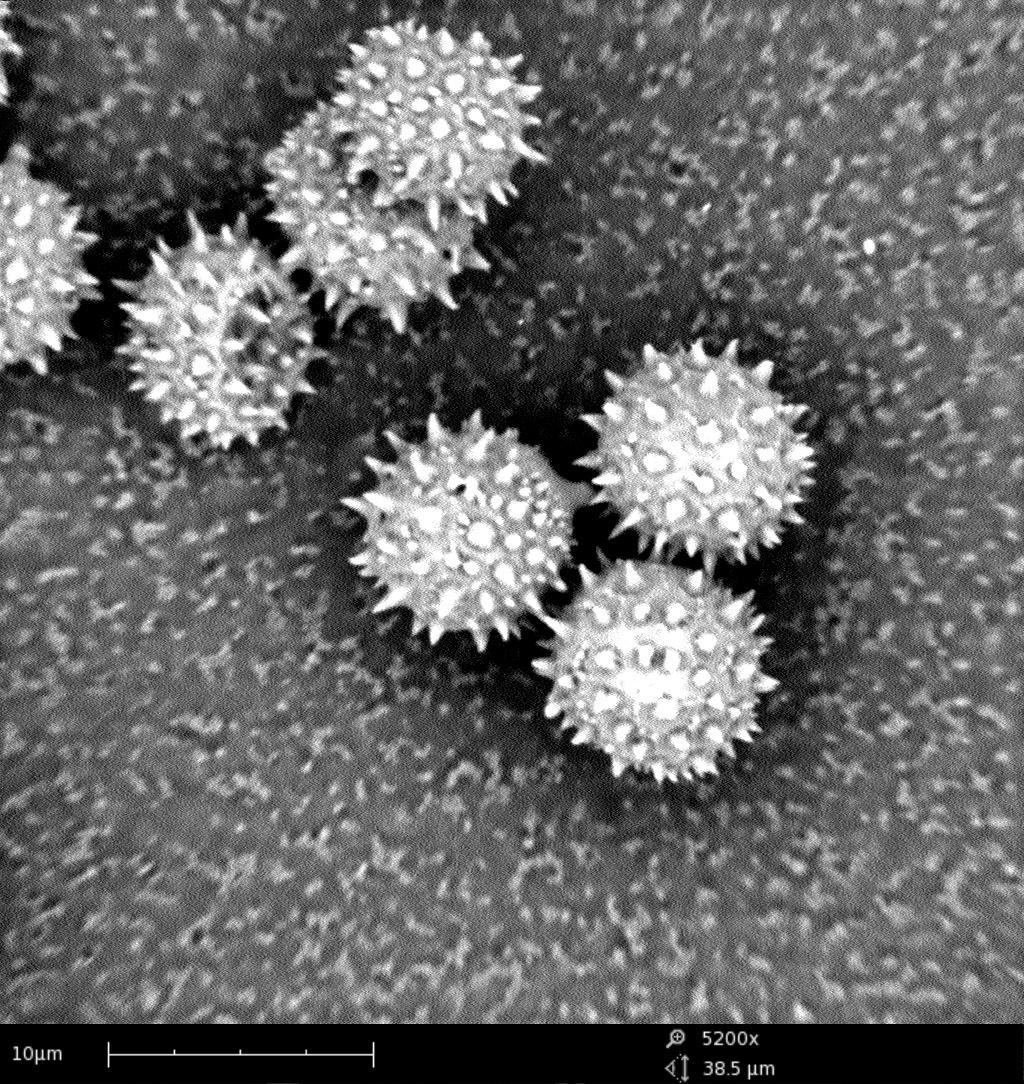
Sporer av ametistskivling, 8 μm i diameter (november, Nederländerna).